# Muzaffargarh
Muzaffargarh (pendżabski/urdu: مُظفّرگڑھ) – miasto w Pakistanie, w prowincji Pendżab. Według danych na rok 1998 liczyło 123 404 mieszkańców.
W mieście rozwinął się przemysł bawełniany, jedwabniczy, cukrowniczy oraz rzemieślniczy.